# الإعلان السوفيتي الياباني المشترك لعام 1956
لم يوقع الاتحاد السوفيتي على معاهدة السلام لعام 1951 مع اليابان، والتي أعادت العلاقات السلمية بين معظم القوى المتحالفة الأخرى واليابان. في 19 أكتوبر 1956، وقعت اليابان والاتحاد السوفيتي إعلانًا مشتركًا ينص على إنهاء حالة الحرب واستعادة العلاقات الدبلوماسية بين البلدين. واتفقا أيضًا على مواصلة المفاوضات للتوصل إلى معاهدة سلام. بالإضافة إلى ذلك، تعهد الاتحاد السوفييتي بدعم اليابان للحصول على عضوية الأمم المتحدة والتنازل عن جميع مطالبات التعويضات عن الحرب العالمية الثانية. وكان الإعلان المشترك مصحوبًا ببروتوكول تجاري يمنح معاملة متبادلة كدولة الأكثر تفضيلاً وينص على تنمية التجارة. ولم تجني اليابان سوى مكاسب قليلة من تطبيع العلاقات الدبلوماسية. وشهد النصف الثاني من خمسينيات القرن العشرين زيادة في التبادلات الثقافية.

## الأحكام الإقليمية
نص الإعلان المشترك في المادة التاسعة على استمرار المفاوضات لإبرام معاهدة سلام بعد استعادة العلاقات الدبلوماسية بين البلدين، كما نص على أنه "في هذا الصدد، فإن اتحاد الجمهوريات الاشتراكية السوفييتية، رغبة منه في تلبية رغبات اليابان ومراعاة مصالح الدولة اليابانية، يوافق على نقل جزر هابوماي وجزيرة شيكوتون إلى اليابان". كان من المقرر أن يتم النقل الفعلي لهذه الجزر إلى اليابان بعد إبرام معاهدة السلام بين الاتحاد السوفييتي واليابان."  في ذلك الوقت، هددت الولايات المتحدة بالاحتفاظ بجزر ريوكيو إذا تنازلت اليابان عن الجزر الأخرى، الأمر الذي حال دون التفاوض على المعاهدة الموعودة.
وعلاوة على ذلك، كان من المفترض أن يستند هذا البند إلى اتفاق بين الدولتين، ولكن كل منهما جاء ليفسره بطريقة مختلفة. أكد الاتحاد السوفييتي أن المشكلة الإقليمية قد تم حلها وأن ترسيم الحدود الإقليمية لن تتم مناقشته بعد نقل الجزيرتين الموعودتين. وعندما حاول اليابانيون إدراج فقرة "بما في ذلك القضية الإقليمية" في جملة تتعلق باستمرار المفاوضات، رفض السوفييت، مؤكدين صراحة أنهم فعلوا ذلك على وجه التحديد لتجنب التفسير الذي قد يوحي بوجود "مسائل إقليمية" أخرى تتجاوز قضية شيكوتان-هابوماي.  وافق اليابانيون على إسقاط التعبير ولكنهم توصلوا إلى تفسير مختلف على أي حال. وعندما تم التوصل إلى اتفاق نهائي بشأن شروط الإعلان المشترك، قرر الوفد الياباني تفسيره على أنه يتضمن مناقشة المشكلة الإقليمية في مفاوضات السلام المستقبلية من خلال تفسير الإعلان بشكل مشترك مع "رسائل هاتوياما - بولجانين" و"رسائل ماتسوموتو - جروميكو".
وقد تم تبادل هذه التصريحات قبل المفاوضات النهائية بشأن الإعلان، وكان الهدف منها تأكيد الشروط بموجب ما يسمى "صيغة أديناور" التي تنص على استعادة العلاقات الدبلوماسية دون توقيع معاهدة سلام، وتأجيل المشكلة الإقليمية إلى مفاوضات مستقبلية. ولكن الصيغة لم تمر، فرغم الاتفاق المبدئي مع السوفييت على تأجيل القضية الإقليمية، أثارتها اليابان في المفاوضات وتمكنت من إدراج بندها الإقليمي في الإعلان، لكنها "فسّرته بطريقة تحافظ على ماء وجه المفوضين في الداخل": "وُعِدَ بجزيرتي هابومايس وشيكوتان في الإعلان المشترك، وكان من المقرر تسوية مسألة كوناشيري وإيتوروفو أثناء المفاوضات بشأن معاهدة سلام". وأصبح الخلاف بين "نقل الجزيرتين" المنصوص عليه في إعلان عام 1956 والمطالبة اليابانية المستمرة "بإعادة الجزر الأربع" حجر الزاوية لاستمرار نزاع جزر الكوريل في السنوات السوفييتية وما بعد السوفييتية. 

## إرث
في 14 نوفمبر 2004، صرح وزير الخارجية الروسي سيرجي لافروف في مقابلة مع قناة إن تي في أن الاتحاد الروسي، وهو الدولة الخليفة للاتحاد السوفييتي، اعترف بإعلان عام 1956، وكان مستعدًا لإجراء محادثات إقليمية مع اليابان على هذا الأساس، وتبعه الرئيس الروسي فلاديمير بوتن في اليوم التالي.  ومع ذلك، لا يزال النزاع قائما،     ولم يتم التوقيع على معاهدة سلام حتى الآن، ولا تزال الجزر تحت الإدارة الروسية.

## قراءة إضافية
- بافلياتنكو، فيكتور. الطريق الصعب نحو السلام. في الذكرى الخمسين لتوقيع الإعلان السوفيتي الياباني المشترك. شؤون الشرق الأقصى: مجلة روسية عن الصين واليابان ومنطقة آسيا والمحيط الهادئ، المجلد 34.4 (2006)، الصفحات 77-100.

## روابط خارجية
- نص الإعلان من موقع الأمم المتحدة
- جزر الكوريل الجنوبية/الأقاليم الشمالية: حجر عثرة في العلاقات الروسية اليابانية